# Sarah Cosmi
Sarah Cosmi (Venezia, 10 agosto 1974) è un'attrice italiana.

## Biografia
Nata a Venezia, inizia a studiare danza all'età di quattro anni e a quindici anni debutta nel musical Benvenuti a Broadway, con la partecipazione di Raffaele Paganini. Nel 1991 inizia a lavorare come giornalista sportiva e presentatrice per le emittenti umbre TeF e Umbria TV.
Dopo aver prestato la sua voce, tra gli altri, per la sigla canora del Giro Festival della canzone italiana e per il disco Never cry for boys edito in Svezia che raggiunge il 18º posto in classifica, Sarah lavora come corista su Rai Uno in Numero Uno e al cinema con Tinto Brass, nel 1995 in un ruolo secondario in Fermo posta Tinto Brass e nel 2003 come co-protagonista di un episodio in Fallo!, che la farà conoscere anche negli Stati Uniti, Spagna e alcuni paesi orientali. Sull'onda di tale successo Sarah è protagonista del calendario 2004 della rivista Boss, distribuito dalle Edizioni Cioè, firmato dal fotografo Roberto Rocchi. Tra il 1995 e il 2004 reciterà in altri film e spot per la televisione, tra cui lo spot per i Chocofriends Bahlsen che le varrà una nomination a Cannes (pubblicità).
Nel 2004 entra a far parte del gruppo teatrale comico I Picari e debutta con successo come protagonista femminile al Teatro dei Satiri con la commedia Vengo anch'io, che successivamente viene portata in tournée in tutta Italia.
Nel 2005 approda a Mediaset per alcune comparse: nella soap opera Vivere e per la trasmissione televisiva Cronache marziane in onda su Italia 1.

### Vita privata
Nello stesso periodo comincia a studiare la Bibbia. Tali studi la porteranno a lasciare nel 2005 il mondo dello spettacolo. Diventa direttrice creativa di una agenzia pubblicitaria e nel 2012 consegue un master in Programmazione neuro linguistica.

## Filmografia
- Fermo posta Tinto Brass, regia di Tinto Brass (1995)
- Delitti a luci rosse, regia di Pasquale Fanetti (1996)
- Intimate Crime (1997)
- Luogo per sognare – cortometraggio (1998)
- Viaggio a Livorno (1999)
- Tornare indietro, regia di Renzo Badolisani (2002)
- Fallo!, regia di Tinto Brass, episodio Alibi (2003)

## Programmi TV
- Numero 1 (Rai 1, 1994) – corista
- Ragazza Più (TMC, 1996)
- Intervista in TV (Telenord, 1999)
- Cronache marziane (Italia 1, 2004-2005)
- Vivere – soap opera (2005)